# Plaza de la Revolución (Havanna)
A Plaza de la Revolución (Forradalom tér) Havanna legnagyobb tere, a kubai kormányzat központja.

## Története
Havanna új városrészét 1920 és 1959 között alakították ki, ennek részeként épült meg a tér. Az 1920-as években, Jean-Claude Forestier francia urbanista vetette fel megvalósításának gondolatát. A nagyméretű teret egy alacsony dombon, a Loma de los Catalanesen építették meg, hasonlóan a párizsi Place de l'Étoile-hoz. A tér 1959-ig, a kubai kommunista forradalom győzelméig a Plaza Cívica (Polgár tér) nevet viselte. Forestier ambiciózus terve sugárutakat irányzott elő a térből Havanna különböző negyedei, Río Almendares, Vedado és az óváros felé.
A tér környékén szürke, funkcionális épületeket emeltek az 1950-es évek végén. A terület ma a kubai kormányzat központja. A tér északi oldalán álló betonépület a belügyminisztérium, falát Che Guevara arcvonásai díszítik. A dombormű az Alberto Korda által készített híres 1960-as fénykép alapján készült. Alatta felirat látható: Hasta la victoris siempre (szabad fordításban: Mindig a győzelem felé!). Az információs és kommunikáció minisztérium közelében álló irodaháza 2009-ben kapott hasonló díszítést, a rejtélyes sorsú katonai vezető, Camilo Cienfuegos arcvonásait örökítették meg domborművel. Mellette a felirat: Vas bien Fidel (szabad fordításban: Jól haladsz, Fidel!).
A tér keleti oldalán áll a José Martí Nemzeti Könyvtár (Biblioteca Nacional José Martí), amelyet 1957-ben adtak át. A nyugati oldalra a Kubai Nemzeti Színházat (Teatro Nacional de Cuba) építették. A tér környékén számos kormányzati épület, valamint a Kubai Kommunista Párt Központi Bizottságának szigorúan őrzött komplexuma található.
A 72 ezer négyzetméteres tér politikai felvonulásoknak, pártgyűléseknek, évfordulókon tartott tömegrendezvényeknek ad otthont. 1998 januárjában egymillió ember, közel a lakosság egytizede gyűlt össze a Plaza de la Revoluciónon, hogy meghallgassa II. János Pál pápa miséjét. A téren áll a kubai forradalmár, José Martí emlékműve.

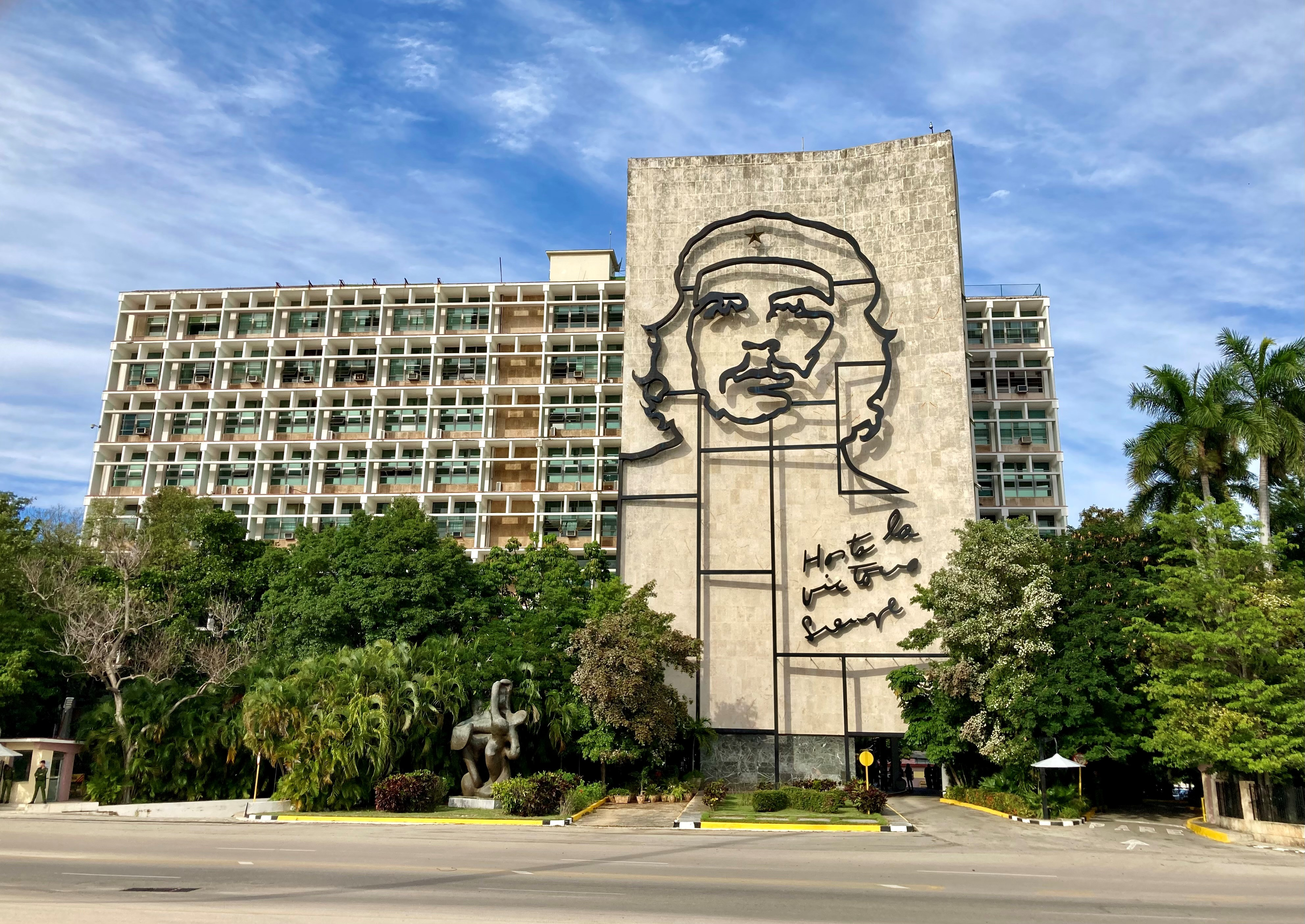
A belügyminisztérium
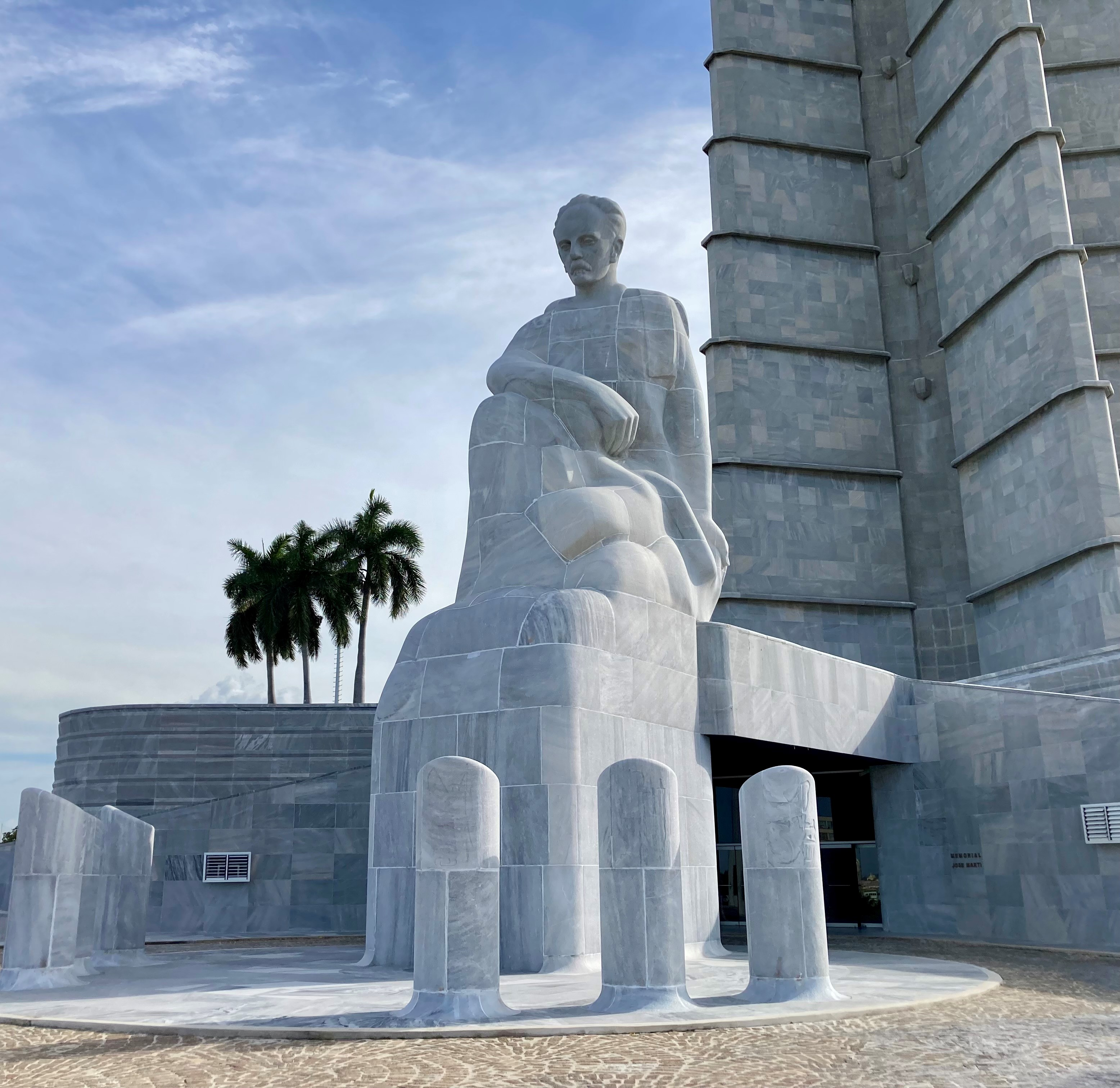
A Martí-szobor
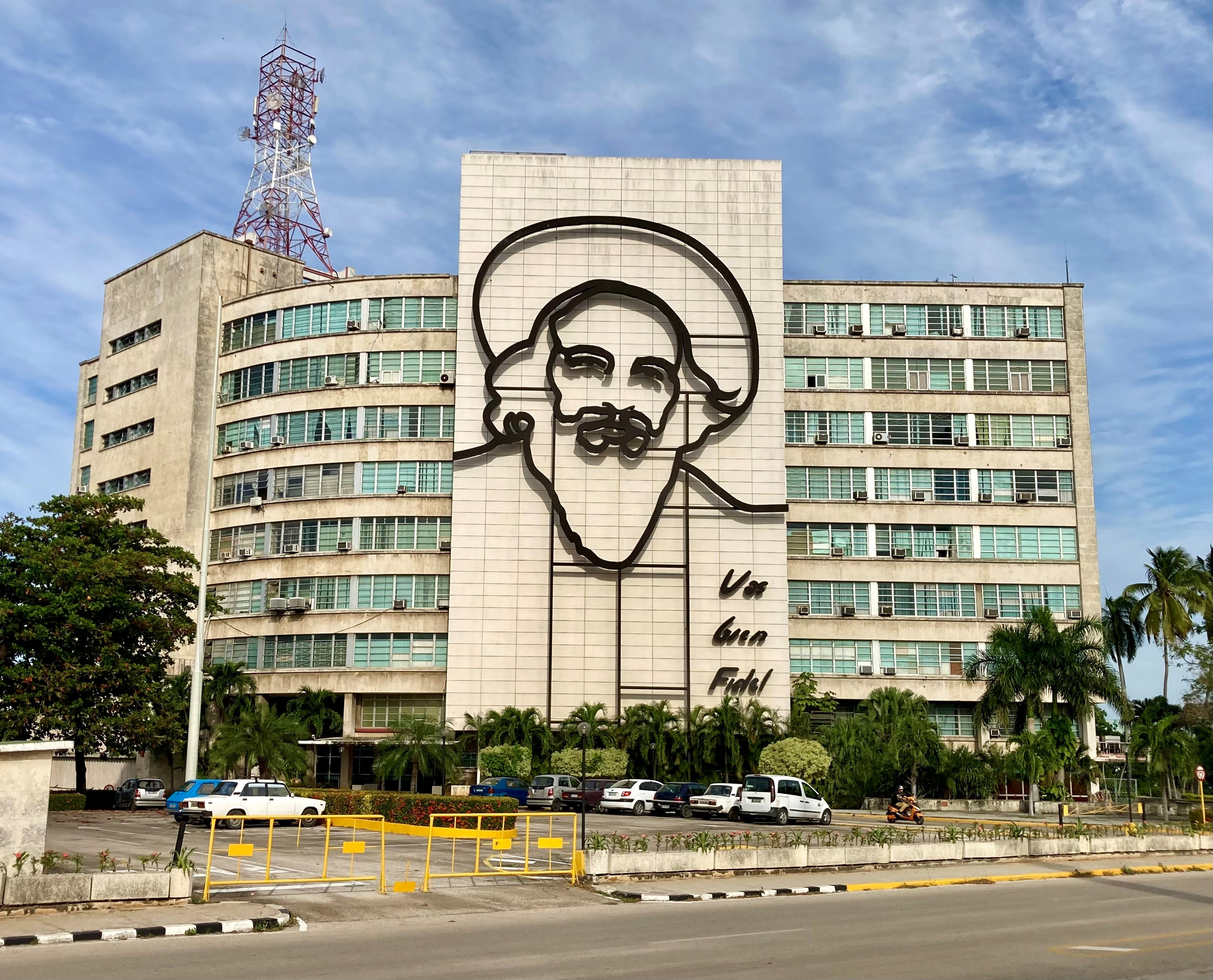
Az információs minisztérium